# 李宫人 (成汉)
李氏（?—?），中国五胡十六国时代成汉昭文帝李寿的宮人，后主李势生母。
李氏的父亲是李凤，李骧杀了李凤之後，把她送给了自己的儿子李寿為婢。李氏生下李寿的长子李势。338年，李寿登基，李势被立为太子。李氏是否在世，是否获得后宫的封号，已不可考。汉兴六年（343年），汉昭文帝李寿去世，太子李势即位，次年改元太和，封嫡母阎皇后为皇太后，亦无李氏的任何记载。